# Xot d'Everett
El xot d'Everett (Otus everetti) és una espècie d'ocell de la família dels estrígids (Strigidae). És endèmic de les Filipines i el seu estat de conservació es considera de risc mínim.
Els xots d'Everett s'alimenten a la nit d'insectes. Viuen sols o en parelles monògames. Es reprodueixen durant tot l'any, fent 1-2 ous. Nien en arbres buits dels boscos de les terres baixes de les Filipines. Es troben a Bohol, Samar, Biliran, Leyte, Mindanao i Basilan. Ells van ser anteriorment classificats com una subespècie del xot de les Filipines.